# Iljino (rejon bujski)
Iljino (ros. Ильино) – wieś (dieriewnia) w Rosji, w obwodzie kostromskim, w rejonie bujskim. W 2010 liczyła 117 mieszkańców.